# Списак ликова франшизе Паклене улице

Ово је списак ликова франшизе Паклене улице која се састоји из следећих филмова:
| 1. Паклене улице (2001) 2. Турбо-пуњење увод (2003) 3. Паклене улице 2 (2003) 4. Паклене улице 3 (2006) 5. Паклене улице 4 (2009) | 1. Одметници (2009) 2. Паклене улице 5 (2011) 3. Паклене улице 6 (2013) 4. Паклене улице 7 (2015) 5. Паклене улице 8 (2017) |

## Табеларни приказ свих ликова и глумаца
Индикатори:
- тамносива ћелија — лик се није појављивао у филму
- курзив — камео
- „(ф)” или „ф” — архивски снимак
- „(п)” или „п” — помињање лика
- † — глумац који је тумачио лик је преминуо

| Лик                               | Филм            | Филм                                    | Филм                 | Филм            | Филм                            | Филм            | Филм                 | Филм                 | Филм                      | Филм            | Филм |
| Лик                               | Паклене улице   | Турбо-пуњење увод (краткометражни филм) | Паклене улице 2      | Паклене улице 3 | Одметници (краткометражни филм) | Паклене улице 4 | Паклене улице 5      | Паклене улице 6      | Паклене улице 7           | Паклене улице 8 |      |
| Главни ликови                     | Главни ликови   | Главни ликови                           | Главни ликови        | Главни ликови   | Главни ликови                   | Главни ликови   | Главни ликови        | Главни ликови        | Главни ликови             | Главни ликови   |      |
| --------------------------------- | --------------- | --------------------------------------- | -------------------- | --------------- | ------------------------------- | --------------- | -------------------- | -------------------- | ------------------------- | --------------- | ---- |
| Доминик Торето                    | Вин Дизел       | Вин Дизел (ф)                           |                      | Вин Дизел       | Вин Дизел                       | Вин Дизел       | Вин Дизел            | Вин Дизел            | Вин Дизел                 |                 |      |
| Брајан О’Конер                    | Пол Вокер       | Пол Вокер                               | Пол Вокер            |                 |                                 | Пол Вокер       | Пол Вокер            | Пол Вокер            | Пол Вокер (делимично ф) † |                 |      |
| Летиша Ортиз                      | Мишел Родригез  |                                         |                      |                 | Мишел Родригез                  | Мишел Родригез  | Мишел Родригез (п)   | Мишел Родригез       | Мишел Родригез            |                 |      |
| Мија Торето                       | Џордана Брустер |                                         |                      |                 |                                 | Џордана Брустер | Џордана Брустер      | Џордана Брустер      | Џордана Брустер           |                 |      |
| Роман Пирс                        |                 |                                         | Тајрис Гибсон        |                 |                                 |                 | Тајрис Гибсон        | Тајрис Гибсон        | Тајрис Гибсон             |                 |      |
| Теж Паркер                        |                 |                                         | Крис Лудакрис Бриџиз |                 |                                 |                 | Крис Лудакрис Бриџиз | Крис Лудакрис Бриџиз | Крис Лудакрис Бриџиз      |                 |      |
| Шон Бозвел                        |                 |                                         |                      | Лукас Блек      |                                 |                 |                      | невидљиви камео      | Лукас Блек                |                 |      |
| Додатни главни ликови             |                 |                                         |                      |                 |                                 |                 |                      |                      |                           |                 |      |
| Винс                              | Мет Шулз        |                                         |                      |                 |                                 |                 | Мет Шулз             | поменут              | поменут                   |                 |      |
| Лион                              | Џони Стронг     |                                         |                      |                 |                                 |                 |                      |                      |                           |                 |      |
| Џеси                              | Чед Линдберг    |                                         |                      |                 |                                 |                 |                      |                      |                           |                 |      |
| Моника Фуентес                    |                 |                                         | Ева Мендес           |                 |                                 |                 | Ева Мендес           |                      |                           |                 |      |
| Суки                              |                 |                                         | Девон Аоки           |                 |                                 |                 |                      |                      |                           |                 |      |
| Хан Сеул-О                        |                 |                                         |                      | Сунг Канг       | Сунг Канг                       | Сунг Канг       | Сунг Канг            | Сунг Канг            | Сунг Канг (ф)             |                 |      |
| Нила                              |                 |                                         |                      | Натали Кели     |                                 |                 |                      | невидљиви камео      | Натали Кели (ф)           |                 |      |
| Твинки                            |                 |                                         |                      | Бау Вау         |                                 |                 |                      |                      | Бау Вау (ф)               |                 |      |
| Жизел Јашар                       |                 |                                         |                      |                 |                                 | Гал Гадот       | Гал Гадот            | Гал Гадот            | Гал Гадот (ф)             |                 |      |
| Тего Лео                          |                 |                                         |                      |                 | Тего Калдерон                   | Тего Калдерон   | Тего Калдерон        | поменут              | поменут                   |                 |      |
| Рико Сантос                       |                 |                                         |                      |                 | Дон Омар                        | Дон Омар        | Дон Омар             | поменут              | поменут                   |                 |      |
| Лук Хобс                          |                 |                                         |                      |                 |                                 |                 | Двејн Џонсон         | Двејн Џонсон         | Двејн Џонсон              |                 |      |
| Елена Невес                       |                 |                                         |                      |                 |                                 |                 | Елса Патаки          | Елса Патаки          | Елса Патаки               |                 |      |
| Помоћни ликови                    |                 |                                         |                      |                 |                                 |                 |                      |                      |                           |                 |      |
| Хектор                            | Ноел Гуљијеми   |                                         |                      |                 |                                 |                 |                      |                      | Ноел Гуљијеми             |                 |      |
| агент Билкинс                     | Том Бари        |                                         | Том Бари             |                 |                                 |                 |                      |                      |                           |                 |      |
| наредник Танер                    | Тед Левин       |                                         |                      |                 |                                 |                 |                      |                      |                           |                 |      |
| агент Маркам                      |                 |                                         | Џејмс Ремар          |                 |                                 |                 |                      |                      |                           |                 |      |
| Оринџ Џулијус                     |                 | невидљиви камео                         | Амаури Ноласко       |                 |                                 |                 |                      |                      |                           |                 |      |
| Слеп Џек                          |                 | невидљиви камео                         | Мајкл Или            |                 |                                 |                 |                      |                      |                           |                 |      |
| Џими                              |                 |                                         | Џин Ау-Јионг         |                 |                                 |                 |                      |                      |                           |                 |      |
| мајор Бозвел                      |                 |                                         |                      | Брајан Гудман   |                                 |                 |                      |                      |                           |                 |      |
| госпођа Бозвел                    |                 |                                         |                      | Линда Бојд      |                                 |                 |                      |                      |                           |                 |      |
| Ерл                               |                 |                                         |                      | Џејсон Тобин    |                                 |                 |                      |                      |                           |                 |      |
| Реико                             |                 |                                         |                      | Кеико Китагава  |                                 |                 |                      |                      |                           |                 |      |
| агент Мајкл Стазијак              |                 |                                         |                      |                 |                                 | Шеј Вигам       |                      | Шеј Вигам            |                           |                 |      |
| агент Пенинг                      |                 |                                         |                      |                 |                                 | Џек Конли       |                      |                      |                           |                 |      |
| агент Софи Трин                   |                 |                                         |                      |                 |                                 | Лајза Лапира    |                      |                      |                           |                 |      |
| Кара Мерта                        |                 |                                         |                      |                 | Мерта Мишел                     | Мерта Мишел     |                      |                      |                           |                 |      |
| Вилкс                             |                 |                                         |                      |                 |                                 |                 | Фернандо Чин         |                      |                           |                 |      |
| Фуско                             |                 |                                         |                      |                 |                                 |                 | Алими Балард         |                      |                           |                 |      |
| Чато                              |                 |                                         |                      |                 |                                 |                 | Јорго Константин     |                      |                           |                 |      |
| Макрој                            |                 |                                         |                      |                 |                                 |                 | Џеф Мид              |                      |                           |                 |      |
| Роза                              |                 |                                         |                      |                 |                                 |                 | Џермари Осорио       |                      |                           |                 |      |
| Возач у Лондону                   |                 |                                         |                      |                 |                                 |                 |                      | Рита Ора             |                           |                 |      |
| Френк Пети                        |                 |                                         |                      |                 |                                 |                 |                      |                      | Курт Расел                |                 |      |
| Џек О’Конер                       |                 |                                         |                      |                 |                                 |                 |                      | Макс Вилијам Крејн   | Чарли и Милер Кимзи       |                 |      |
| Кристијан Марабио („Бачата краљ”) |                 |                                         |                      |                 |                                 |                 |                      |                      | Ромео Сантос              |                 |      |
| Фурки                             |                 |                                         |                      |                 |                                 |                 |                      |                      | Али Фазал                 |                 |      |
| Ремзи                             |                 |                                         |                      |                 |                                 |                 |                      |                      | Натали Емануел            |                 |      |
| Шепард                            |                 |                                         |                      |                 |                                 |                 |                      |                      | Џон Брадертон             |                 |      |
| Возач на Ратовима трка            |                 |                                         |                      |                 |                                 |                 |                      |                      | Иги Азелија               |                 |      |
| Примарни негативци                |                 |                                         |                      |                 |                                 |                 |                      |                      |                           |                 |      |
| Џони Тран                         | Рик Јун         |                                         |                      |                 |                                 |                 |                      |                      |                           |                 |      |
| Картер Верон                      |                 |                                         | Кол Хаузер           |                 |                                 |                 |                      |                      |                           |                 |      |
| Д.К./Такаши                       |                 |                                         |                      | Брајан Ти       |                                 |                 |                      | невидљиви камео      | невидљиви камео           |                 |      |
| Артуро Брага                      |                 |                                         |                      |                 |                                 | Џон Ортиз       |                      | Џон Ортиз            |                           |                 |      |
| Ернан Рејес                       |                 |                                         |                      |                 |                                 |                 | Хоаким де Алмеида    |                      |                           |                 |      |
| Овен Шо                           |                 |                                         |                      |                 |                                 |                 |                      | Лук Еванс            | Лук Еванс                 |                 |      |
| Рајли Хикс                        |                 |                                         |                      |                 |                                 |                 |                      | Џина Карано          |                           |                 |      |
| Декард Шо                         |                 |                                         |                      | невидљиви камео |                                 |                 |                      | Џејсон Стејтам       | Џејсон Стејтам            |                 |      |
| Споредни негативци                |                 |                                         |                      |                 |                                 |                 |                      |                      |                           |                 |      |
| Ленс Нујен                        | Реџи Ли         |                                         |                      |                 |                                 |                 |                      |                      |                           |                 |      |
| Енрике                            |                 |                                         | Мо Галини            |                 |                                 |                 |                      |                      |                           |                 |      |
| Роберто                           |                 |                                         | Роберто Санчез       |                 |                                 |                 |                      |                      |                           |                 |      |
| Моримото                          |                 |                                         |                      | Леонардо Нам    |                                 |                 |                      |                      |                           |                 |      |
| Камата                            |                 |                                         |                      | Шиничи Чиба     |                                 |                 |                      |                      |                           |                 |      |
| Феникс Калдерон                   |                 |                                         |                      |                 |                                 | Лаз Алонзо      |                      | Лаз Алонзо           |                           |                 |      |
| ЗиЗи                              |                 |                                         |                      |                 |                                 |                 | Мајкл Ерби           |                      |                           |                 |      |
| Џа                                |                 |                                         |                      |                 |                                 |                 |                      | Џо Таслим            |                           |                 |      |
| Клаус                             |                 |                                         |                      |                 |                                 |                 |                      | Ким Коулд            |                           |                 |      |
| Адолфсон                          |                 |                                         |                      |                 |                                 |                 |                      | Бенџамин Дејвис      |                           |                 |      |
| Вег                               |                 |                                         |                      |                 |                                 |                 |                      | Клара Паџет          |                           |                 |      |
| Кијет                             |                 |                                         |                      |                 |                                 |                 |                      |                      | Тони Џа                   |                 |      |
| Кара                              |                 |                                         |                      |                 |                                 |                 |                      |                      | Ронда Раузи               |                 |      |
| Моуз Џаканде                      |                 |                                         |                      |                 |                                 |                 |                      |                      | Џимон Хансу               |                 |      |

## Главни ликови по филмовима и аутомобилима
| Доминик „Дом” Торето Филмови - Паклене улице 1 - Паклене улице 3 (камео) - Одметници - Паклене улице 4 - Паклене улице 5 - Паклене улице 6 - Паклене улице 7 Аутомобили - 1993 (први филм) - 1995 (први филм) - 1970 (први, четврти и седми филм) - 1994 са Bomex body kit (први филм) - 1970 (први и четврти филм) - 1970 (трећи и седми филм) - 1966 (Одметници) - 1987 (четврти филм) - 2009 (четврти филм) - 1973 (четврти филм) - 1963 (пети филм) - 2011 (пети филм) - 2010 (пети и шести филм) - 2009 (пети и шести филм) - 2005 (шести филм) - 1969 (шести филм) - 1974 (седми филм) - 2015 (седми филм) - 2014 (седми филм) | Брајан О’Конер се појављује у свим филмовима франшизе сем у филму Паклене улице 3. Филмови - Паклене улице 1 - Турбо-пуњење увод - Паклене улице 2 - Паклене улице 4 - Паклене улице 5 - Паклене улице 6 - Паклене улице 7 Аутомобили - 1995 (први филм) - 1999 (први филм) - 1994 са мотором када је био ауто за спасавање, а касније са мотором и додатном опремом (први филм) - 1999 (Турбо-пуњење увод) - 1999 (Турбо-пуњење увод и други филм) - 2002 са стоп-светлима које има и додатном опремом (други филм) - 1969 (други филм) - 1992 (четврти филм) - 1998 са деловима и мотором за бољи дрифт са задњом вучом (четврти филм) - 2002 (четврти филм) - 1970 (четврти и пети филм) - 2009 (четврти и седми филм) - 1970 (четврти и пети филм) - 1968 C10 Skyline 2000 GT-R (пети филм) - 2001 са логотипима, стикерима и деловима које има (пети филм) - 2011 (пети филм) - 2010 (пети филм) - 2011, 2013, 2015 (пети, шести и седми филм) - 2005 (шести филм) - 1970 (шести филм) - 2012 (шести филм) - 2008 (седми филм) - 2011 (седми филм) - 2006 (седми филм) - 1995 (седми филм) |

| Мија Торето Филмови - Паклене улице 1 - Паклене улице 4 - Паклене улице 5 - Паклене улице 6 - Паклене улице 7 Аутомобили - 1994 (први филм) - 1994 (први филм) - 2002 са знаком и деловима (четврти и пети филм) - 1966 (пети филм) - 2012 (шести филм) | Летиша „Лети” Ортиз Филмови - Паклене улице 1 - Одметници - Паклене улице 4 - Паклене улице 5 (камео/фотографија) - Паклене улице 6 - Паклене улице 7 Аутомобили - 1997 (први филм) - 1995 (први филм) - 1970 (четврти филм) - 1973 (шести филм) - 1974 (седми филм) - 2015 (седми филм) - 2013 (седми филм) |

| Роман „Роум” Пирс Филмови - Паклене улице 2 - Паклене улице 5 - Паклене улице 6 - Паклене улице 7 Аутомобили - 1971 (други филм) - 2003 (други филм) - 1970 (други филм) - 1995 (пети филм) - 2011 (пети филм) - 2007 (пети филм) - 2005 (шести филм) - 1969 (шести филм) - 1968 (седми филм) - 2009 (седми филм) | Теж Паркер Филмови - Паклене улице 2 - Паклене улице 5 - Паклене улице 6 - Паклене улице 7 Аутомобили - 2002 (други филм) - 2001 (други филм) - 2002 са стоп-светлима које има и додатном опремом (други филм) - 1963 (пети филм) - 1994 (пети филм) - 2005 (шести филм) - 2012 (шести филм) - 2008 (седми филм) - 2010 (седми филм) |

| Хан Сеул-О Филмови - Паклене улице 3 - Одметници - Паклене улице 4 - Паклене улице 5 - Паклене улице 6 - Паклене улице 7 (флешбекови) Аутомобили - 1999 са мотором који има Нисан Skyline GT-R-а (трећи филм) - 1994 са Veilside body kit додатном опремом (трећи и шести (одјавна шпица) филм) - 1967 са специјално направљеном приколицом и гумама за камион (четврти филм) - 1970 (пети филм) - 2011 (пети филм) - 2011 (пети филм) - 2012 (пети филм) - 2005 (шести филм) - 2012 (шести филм) | Жизел Јашар Филмови - Паклене улице 4 - Паклене улице 5 - Паклене улице 6 Аутомобили - 2007 (четврти филм) - 2009 (пети филм) - 1993 (пети филм) - 2005 (шести филм) |

| Лукас „Лук” Хобс Филмови - Паклене улице 5 - Паклене улице 6 - Паклене улице 7 Аутомобили - (пети филм) - (шести филм) | Шон Бозвел Филмови - Паклене улице 3 - Паклене улице 7 Аутомобили - 1971 (трећи филм) - 1999 са мотором који има (трећи филм) - 1994 са додатном опремом [са Хановим инструкцијама] (трећи филм) - 2006 са додатном опремом и задњом вучом (трећи и шести [одјавна шпица] филм) - 1967 са мотором који има (трећи филм) - 2001 (трећи и седми филм) |

## Помоћни ликови по филмовима
| Паклене улице Винс Винс Филмови Паклене улице Паклене улице 5 Аутомобили 1998 са плавом бојом коју има (први филм) 1995 1971 (пети филм) Лион Лион Филмови Паклене улице Аутомобили 1996 1995 1995 Џеси Џеси Филмови Паклене улице Аутомобили 1995 1995 Хектор Хектор Филмови Паклене улице Паклене улице 7 Паклене улице 2 Суки Суки Филмови Паклене улице 2 Аутомобили 2000 2003 Џими Џими је механичар који ради за Тежа и Брајанов близак пријатељ. Појављује се пар пута у филму. У једној од сцена репује током покер партије у Тежовој гаражи. Џин Ау-Јионг је тумачио ову улогу. Филмови Паклене улице 2 Слеп Џек Слеп Џек Филмови Паклене улице 2 Аутомобили 1993 Оринџ Џулијус Оринџ Џулијус Филмови Паклене улице 2 Аутомобили 1992 Паклене улице 3 Твинки Твинки је први пријатељ кога је Шон стекао у Токију . Он уводи Шона у свет дрифта. Члан је Ханове екипе и помаже Шону током филма. Више је механичар него што је тркач. Бау Бау је тумачио ову улогу. Филмови Паклене улице 3 Паклене улице 7 (архивски снимак) Аутомобили 2003 са бојом и шемом Невероватног Халка (трећи филм) 2005 (избрисане сцене) Нила Нила Филмови Паклене улице 3 Паклене улице 7 (архивски снимак) Аутомобили 2004 (трећи филм) | Ерл је један од Ханових пријатеља и члан његове екипе који унапређује аутомобиле возача користећи самосталне системе управљања горивом за контролу горива и тајминг. Џејсон Тобин је тумачио ову улогу. Филмови - Паклене улице 3 Реико је Хановa пријатељица и чланица његове екипе. Она анализира податке аутомобила, проверавајући понашање мотора током вожње, што помаже Ерлу да побољшава аутомобиле. Кеико Китагава је тумачила ову улогу. Филмови - Паклене улице 3 Аутомобили - 2005 (избрисане сцене) |

## Негативци по филмовима
| Паклене улице Џони Тран Џони Тран Аутомобили 2000 Ленс Нујен Ленс Нујен је Џонијев рођак и помоћник који је познат по својој опсесији о панталонама од змијске коже. Он је такође уништио Брајанов аутомобил који је купио наредник Танер. Њега хапси наредник Танер, а касније је пуштен из затвора. Тран и његов саучесник Ленс касније пуцају из возила на Доминикову кућу промашујући све сем Џесија који је убијен у тој акцији. Доминик са његовим 1970 Dodge Charger-ом удара у Ленсов мотор и у том судару Ленс бива повређен. Реџи Ли је тумачио ову улогу. Паклене улице 2 Картер Верон Картер Верон је нарко-бос из Мајамија који у филму Паклене улице 2 тражи да му се нађу два возача да испоруче „пакет”. Царинска управа и ФБИ шаљу Брајана О’Конера и Романа Пирса на тајни задатак као његове возаче да би нашли доказе против њега. Када Брајан и Роман сазнају да Верон намерава да их убије пошто испоруче пакет, они праве свој план Б како би осујетили његову намеру. Брајан и Роман успешно хватају Верона на крају филма. Кол Хаузер је тумачио ову улогу. Енрике Енрике је Веронов телохранитељ. Мо Галини је тумачио ову улогу. Роберто Роберто је Веронов телохранитељ. Роберто Санчез је тумачио ову улогу. Аутомобили 1968 1998 Паклене улице 3 Такаши Такаши је улични тркач који је познат као најбољи дрифт тркач у Токију и има титулу „Д. К.” (Дрифт Краљ) у филму Паклене улице 3 . Прво се суочава са Шоном у дрифт трци, због тога што је Шон причао са Нилом. У првој трци између њих двојице Такаши лако побеђује; Шон уништава Ханов омиљени ауто. Касније када је Такашијев ујак Камата дошао у град, схватио је да Хан краде новац од њега. Одлази да се суочи са Ханом, али суочавање прераста у јурњаву по граду. У тој јурњави је убијен Хан, а Такашију се вратила Нила (не својом вољом). На крају Такашија побеђује Шон у трци у којој је поражени морао да напусти Токио . Брајан Ти је тумачио ову улогу. Аутомобили 2002 са додатном опремом Моримото Моримото је Такашијев најближи пријатељ. Он суочава Шона са Такашијем и Ханом у тренутку када је Шон причао са Нилом, на месту где су се одржавале дрифт трке. Такође се суочава и физички обрачунава са Твинкијем око тога како је он навео поквареног -а који му је Твинки продао. Шон је раздвојио тучу и дао му свој у замену за покварен. Када је Такаши одлучио да се суочи са Ханом око крађе новца, Моримото му помаже. Док је јурио Хана и Шона његов аутомобил удара у друго возило и претпоставља се да је преминуо на лицу места. Леонардо Нам је тумачио ову улогу. Аутомобили 2002 са додатном опремом Камата Камата је Такашијев ујак и шеф Јакуза у Токију . Упозорава Такашија да Хан краде новац од њега. После Хановог убиства, Шон посећује Камату са новцем који је Хан њему дуговао и Камата прихвата новац и предлог да се Шон и Такаши тркају. Поражени је морао да напусти Токио . После Шонове победе, Камата пушта Нилу и Шона да иду. Сони Киба је тумачио ову улогу. Паклене улице 4 Артуро Брага Артуро Брага је дилер дроге који се прво представља као Рамон Кампос и главни је негативац у филму Паклене улице 4 . Током пропале мисије, открива се да је Кампос у ствари Артуро Бра и он бежи у Мексико . Брајан и Доминик га проналазе и враћају га у Сједињене Америчке Државе . У шестом филму, Паклене улице 6 , Артуро Брага има камео појављивање у затвору, где је повезан са Овеном Шоом. Брајан се као затвореник враћа у Сједињене Америчке Државе да дође до Браге који му открива како је Лети преживела експлозију за коју се мислило да ју је убила. Феникс Калдерон Феникс „Рајз” Калдерон је један од Брагиних помоћника који је био одговоран за убијање Лети и споредни је негативац у филму Паклене улице 4 . Међутим, када се у филму Паклене улице 6 сазна да је Лети жива, види се да Феникс није успео да испуни свој задатак. У узбудљивој јурњави кроз тунеле он удара Брајанов аутомобил са стране, што резултује превртањем Брајановог аутомобила. Када се Брајан извукао из кола, Феникс га је шутнуо пар пута и био спреман да пуца, али у том тренутку Доминик излази из тунела и закуцава се аутомобилом у њега. Лаз Алонсо је тумачио ову улогу. Аутомобили 1972 Рамон Кампос Рамон Кампос је био Брагин дублер и регрутовао је возаче за испоруке дроге из Лос Анђелеса . Роберт Мијано је тумачио ову улогу. Паклене улице 5 Хернан Рејес Хернан Рејес је корумпирани бизнисмен и мирни нарко-бос из Оклахоме који обезбеђује средства за фавеле у Рио де Жанеиру , да би могао да преузме контролу над њима. Такође има већину полиције на свом платном списку, што му омогућава да сакрије свој новац у сеф који се налази у соби за доказе у главној полицијској станици. Жели да убије Доминика и Брајана због њихове намере да украду његов новац. Наредио је ЗиЗију да убије цео Хобсов тим, што Хобса жељног освете тера да се удружи са Домиником. На крају филма, Рејесов џип удара у сеф који је Доминик усмерио и Рејес бива тешко повређен. Хобс пристиже на место где је Рејес и убија га. Хоаким де Алмеида је тумачио ову улогу. ЗиЗи ЗиЗи је главни помоћник Хернана Рејеса у петом филму, Паклене улице 5 . Он прво ангажује Доминика, Брајана, Мију и Винса да му помогну у крађи три одузета возила са воза у покрету, али им окреће леђа када Доминик прозре његову прљаву игру. Убија агенте Управе за сузбијање дроге који су били задужени да чувају аутомобиле. Доминик, Брајан, Мија, Теж и Роман касније бивају оптужени њихово убиство. Он такође води напад на Хобсов конвој у коме су убијени сви чланови Хобсовог тима. Умире тако што га Брајан убија да би спасио Доминика. Мајкл Ирби је тумачио ову улогу. Аутомобили 2002 | Паклене улице 6 Овен Шо Овен Шо је арогантни осуђивани, нечасно распуштени мајор плаћеника снага Специјалне ваздушне службе , млађи брат Декарда Шоа и зачетник међународног криминалног тима који се борио против Брајана, Доминика, Хобса и њихове целе екипе, лондонске полиције и Метрополитан полицијске службе, што га чини главним негативцем у шестом филму, Паклене улице 6 . Показало се да је веома моћна фигура подземља. У узбудљивом завршетку на Шоовом теретном авиону , избачен је из авиона који је падао и повређен до те мере да је био у коми. У филму Паклене улице 7 , Шоов старији брат Декард стоји поред његовог кревета у болници у Лондону и обећава да ће га осветити. Овен Шо се појављује у седмом филму. Лук Еванс је тумачио ову улогу. Аутомобили Флип аутомобил (3 седишта, формула) [ 2 ] 2005 Рајли Хикс Рајли Хикс је била припадница Хобсовог тима за коју се претпостављало да помаже Хобсу и Доминиковом тиму да ухвате Шоа и његов тим плаћеника. Међутим, на изненађење свих она је била двоструки агент који је потајно помагао Шоу и осталима да избегну привођење. Близу самог краја филма, Домиников тим и Хобс откривају Рајлину праву везу са Шоом. Она је била другокомандујућа у његовом тиму и његова девојка. Други пут се физички обрачунава са Лети у теретном авиону и на крају је Лети убија тако што пуца у њу из харпуна који јој је Хобс дао и избацује је из авиона. Џина Карано је тумачила ову улогу. Вег Вег је женски убица у Шоовом тиму. Она и Клаус играју велику улогу у киднаповању Мије. Вег је убијена од стране Брајана који је одгурао њен аутомобил у бетонски зид на писти. Клара Паџет је тумачила ову улогу. Аутомобили Флип аутомобил (3 седишта, формула) [ 2 ] Адолфсон Адолфсон је припадник Шоовог тима, снајпер и инсајдер. Умире тако што га Хан баца у један од млазних мотора теретног авиона јер је Жизел жртвовала свој живот да спасе Хана од Адолфсона. Бенџамин Дејвис је тумачио ову улогу. Аутомобили 2007 Џа Џа је хладнокрвни убица у Шоовом тиму који користи борилачке вештине и паркур у тучи са Ханом и Романом у којој их веома лако поражава. Убијен је заједно са Денлингер када се њихово возило нашло иза мотора теретног авиона. Џо Таслим је тумачио ову улогу. Аутомобили 2007 Клаус Клаус је бодибилдер и снагатор у Шоовом тиму, али је такође и хакер . Он је киднаповао Мију да би Хобс, Доминик и његова екипа пустили Шоа. Нокаутиран је од стране Доминика и Хобса (чији је стварни конкурент био и чији је сукоб био неминован) у тучи у теретном авиону и убијен у паду и експлозији истог. Ким Колд је тумачио ову улогу. Ајвори Ајвори је припадник Шоовог тима. Током пуцњаве у једном од Шоових скровишта он покушава да побегне на мотору, али га Жизел убија. Дејвид Аџала је тумачио ову улогу. Денлингер Денлингер је припадник Шоовог тима и возач џипа у пљачки тенка. Убијен је заједно са Џаом када се њихово возило нашло иза мотора теретног авиона . Семјуел М. Стјуарт је тумачио ову улогу. Оукс Оукс је бивши припадник Шоовог тима кога је ухватио Интерпол . Хобс је дошао да га испита у седишту Интерпола. Оукс је одбио да сарађује, што је резултовало ослобађањем разорне моћи коју Хобс поседује и демонстрира тако што бацањем Оукса по просторији у којој се налазе уништава чак и зидове и плафон. Експлозијом га је убио Шо, због издаје. Метју Стирлинг је тумачио ову улогу. Фируз Фируз је механичар у Лондону који прави Овену Шоу и његовом тиму флип аутомобиле и харпунске пушке . Убијен је када су Ајвори и Џа пуцали у његову гаражу у покушали да убију Жизел и Рајли. Тур Линдарт је тумачио ову улогу. Паклене улице 7 Декард Шо Декард Шо је протерани атентатор трениран од стране специјалних снага и старији брат Овена Шоа, који је тешко повређен и налази се у коми после обрачуна са Домиником у филму Паклене улице 6 . Тражећи освету за свог млађег брата, Декард шаље Доминику поруку тако што убија Хана у Токију а потом и разноси Доминикову кућу у Лос Анђелесу , замало убивши и Доминика и Брајана и његову породицу, што га чини главним негативцем у седмом филму, Паклене улице 7 . На крају филма он је ухапшен од стране Хобса и затворен у тајни, максимално обезбеђени затвор Ције . Обећава да ће побећи из затвора и наставити да тражи своју освету, иако је осигуран са неколико метара чврстог бетона и јаког челика. Џејсон Стејтам је тумачио ову улогу. Аутомобили 1994 2005 2011 2014 Моуз Џаканде Моуз Џаканде је споредни негативац у филму Паклене улице 7 који хоће да се домогне хакерке Меган Ремзи, која је направила Божје око — програм који може да нађе било кога на Земљи . Удружује се са Декардом Шоом да победи Доминика и његов тим који је спасао Ремзи од његових људи. Убијен је на крају филма тако што је Доминик бацио торбу са гранатама на његов хеликоптер у коју је Хобс пуцао, самим тим уништавајући хеликоптер у целости. Џимон Хансу је тумачио ову улогу. Кијет Кијет је снажан борац и следбеник Мооуза Џакандеа. Два пута се физички обрачунава са Брајаном. Први пут успева да побегне из аутобуса остављајући Брајана да умало погине при паду са литице заједно са аутобусом. Други пут, Брајан га убија тако што му за ногу закачује конопац који га вуче низ окно лифта у смрт. Тони Џа је тумачио ову улогу. Кара Кара је вођа женског тима телохранитеља који чува јорданског принца у посети Абу Дабију . Пошто је остатак њеног тима био поражен од стране Лети, Кара улази у физички обрачун са њом, али бива нокаутирана довољно дуго да Лети успе да побегне са Романом. Ронда Раузи је тумачила ову улогу. |

## Полицијски званичници и федерални агенти
| Билкинс је ФБИ агент. Био је Брајанов шеф док је овај радио у Полицији Лос Анђелеса. Билкинс сумња у Брајана у филму Паклене улице, али показује више емпатије према њему у другом филму Паклене улице 2. Када је дошао у Барстоу са Брајаном, Билкинс је успео да убеди Романа да помогне Царинској управи да ухвати Верона у замену за брисање криминалног досијеа. Том Бери је тумачио ову улогу. Филмови - Паклене улице - Паклене улице 2 Аутомобили - 1998 (други филм) Танер је полицајац Лос Анђелеса који је надлежан за тајну операцију у филму Паклене улице, а Брајанов задатак је да реши тај случај. Он Брајану служи као очинска фигура током мисије. Дао је Брајану 80.000 долара да купи аутомобил, који су касније уништили Џони Тран и Ленс Нујен. Тед Левин је тумачио ову улогу. Филмови - Паклене улице Маркам је агент Царинске управе који је био одговоран за хапшење нарко-боса Картера Верона у филму Паклене улице 2. Маркам се првобитно противио укључењу Брајана и његовог пријатеља Романа Пирса у тајну операцију хапшења. Током филма, Маркам исказује неповерење у Брајана и Романа до те мере да замало открива њихов прави идентитет током првог дела тајне мисије. Међутим, дуо је успео да придобије његово поверење после заустављања Верона да побегне из земље. Џејмс Ремар тумачи ову улогу. Филмови - Паклене улице 2 Моника Фуентес је федерална агентица Царинске управе. Радила је на тајном задатку као помоћник нарко-боса Картера Верона око годину дана, када су се Брајан и Роман појавили. Она се заљубљује у Брајана, али губи Романово поверење. Моника касније упозорава Брајана да Верон намерава да их убије када се мисија заврши. Она открива свој прави идентитет када говори Брајану за писту јер је она једина особа којој је Верон то рекао. Затим је ухваћена и одведена на Веронову приватну јахту, али Брајан и Роман успевају Камаром да „слете” и успешно се „усидре на брод”, спасу Монику и ухвате Верона. На сцени после одјавне шпице филма Паклене улице 5 Хобс добија фајл од Монике о пљачки у којој је Летина фотографија која открива да је она укључена у пљачку војног конвоја у Берлину и да је и даље жива. Ева Мендес је тумачила ову улогу. Филмови - Паклене улице 2 - Паклене улице 5 Пенинг је надлежни специјални агент за теренске операције ФБИ у Лос Анђелесу, Калифорнија. Он је Брајанов надређени и један од вођа тима специјалних агената који покушавају да ухапсе нарко-боса Артура Брагу. Џек Конли је тумачио ову улогу. Филмови - Паклене улице 4 | Софи Трин је ФБИ агентица која помаже Брајану да пронађе Брагу. Она му такође помаже да се за своју мисију домогне аутомобила са локалног полицијског паркинга заплењених возила. Лиза Лапира је тумачила ову улогу. Филмови - Паклене улице 4 Мајкл Стазијак је ФБИ агент који је у сукобу са Брајаном. Током свађе око Брајановог прекидања Стазијаковог саслушања Мије Торето, Брајан удара Стазијакову главу у зид и ломи му нос. Он се враћа у Паклене улице 6 и помаже Брајану да уђе у затвор у ком је био осуђени нарко-бос Брага и од њега извуче неке информације. Брајану је био потребан разлог да га сместе у самицу на самом доласку у затвор како би му се Брага приближио те он због тога у сатиричној сцени поново ломи Стазијаков нос на исти начин као и претходни пут. Шеј Вигам је тумачио ову улогу. Филмови - Паклене улице 4 - Паклене улице 6 Аутомобили - 1992 (шести филм) Френк Пети, познат и као „Господин Нико”, владин је агент и вођа тима специјалаца који жели да ухвати Моуза Џакандеа, плаћеника који жели да се докопа Божјег ока, програма који може да користи све дигиталне уређаје да се одређена особа лоцира, било где и било када. По Хобсовој препоруци Пети долази до Доминика и убеђује га да му помогне у тражењу Божјег ока и спасавању његовог креатора, Меган Ремзи. Пети је успео да придобије Доминика, али под условом да му се заузврат омогући да искористи програм за проналажење Декарда Шоа. Френк окупља Доминикову екипу после овог договора. У борби са Шоом и Џакандеом он бива упуцан у леђа, али говори Доминику и Брајану да оду без њега и зауставе Џакандеа, док је по њега долазио спасилачки хеликоптер. Курт Расел је тумачио ову улогу. Филмови - Паклене улице 7 Шепард је помоћник Френка Петија и члан тима специјалаца. Помаже Доминику и његовој екипи да испланирају Ремзино спасавање и такође учествује у неуспелом хапшењу Декарда Шоа. Убијен је од стране једног од Џакандеових људи у размени ватре у фабрици и од њега је Џаканде узео Божје око. Пети је осветио његову смрт тако што је убио неколико Џакандеових људи. Џон Бротертон је тумачио ову улогу. Филмови - Паклене улице 7 |